# Séranon
Séranon település Franciaországban, Alpes-Maritimes megyében. Lakosainak száma 537 fő (2022. január 1.). Séranon Peyroules, Caille, Escragnolles, Valderoure, La Bastide, Châteauvieux, La Martre, Mons és La Roque-Esclapon községekkel határos.

## Népesség
A település népessége az elmúlt években az alábbi módon változott:
| Lakosok száma | 231  | 272  | 280  | 432  | 489  | 487  | 526  | 540  | 537  | 537  |
|               | 1968 | 1982 | 1990 | 2006 | 2013 | 2015 | 2017 | 2019 | 2020 | 2022 |